# Рочестер (Огайо)
Рочестер (англ. Rochester) — селище (англ. village) в США, в окрузі Лорейн штату Огайо. Населення — 159 осіб (2020).

## Географія
Рочестер розташований за координатами 41°7′27″ пн. ш. 82°18′24″ зх. д. / 41.12417° пн. ш. 82.30667° зх. д. (41.124176, -82.306537).  За даними Бюро перепису населення США в 2010 році селище мало площу 2,91 км², з яких 2,90 км² — суходіл та 0,02 км² — водойми.

## Демографія
Згідно з переписом 2010 року, у селищі мешкали 182 особи в 71 домогосподарстві у складі 54 родин. Густота населення становила 62 особи/км².  Було 80 помешкань (27/км²).
Расовий склад населення:
| - 98,4 % — білих - 0,5 % — корінних американців |

До двох чи більше рас належало 1,1 %. Частка іспаномовних становила 2,2 % від усіх жителів.
За віковим діапазоном населення розподілялося таким чином: 24,7 % — особи молодші 18 років, 59,4 % — особи у віці 18—64 років, 15,9 % — особи у віці 65 років та старші. Медіана віку мешканця становила 41,3 року. На 100 осіб жіночої статі у селищі припадало 95,7 чоловіків;  на 100 жінок у віці від 18 років та старших — 87,7 чоловіків також старших 18 років.
Середній дохід на одне домашнє господарство  становив 64 702 долари США (медіана — 51 875), а середній дохід на одну сім'ю — 71 936 доларів (медіана — 61 250). За межею бідності перебувало 7,3 % осіб, у тому числі 8,1 % дітей у віці до 18 років та 0,0 % осіб у віці 65 років та старших.
Цивільне працевлаштоване населення становило 78 осіб. Основні галузі зайнятості: виробництво — 29,5 %, освіта, охорона здоров'я та соціальна допомога — 29,5 %, будівництво — 10,3 %, роздрібна торгівля — 9,0 %.